# Místo
Místo település Csehországban, Chomutovi járásban. Místo Málkov, Kadaň és Výsluní településekkel határos. Lakosainak száma 424 fő (2024. január 1.).

## Népesség
A település lakosságának változását az alábbi diagram mutatja:
| Lakosok száma | 686  | 642  | 589  | 321  | 332  | 468  | 453  | 440  | 423  | 424  |
|               | 1869 | 1900 | 1921 | 1961 | 1980 | 2011 | 2016 | 2019 | 2021 | 2024 |